# Paul-Dierichs-Stiftung
Die Paul-Dierichs-Stiftung (Eigenschreibweise teils auch Paul Dierichs-Stiftung) bestand von 1976 bis 2003 und hatte ihren Sitz in Kassel. Die vom damaligen Herausgeber und Verleger der Hessischen/Niedersächsischen Allgemeinen (HNA), Paul Dierichs (1901–1996), ins Leben gerufene und nach ihm benannte Stiftung hatte zum Ziel, das gesellschaftliche Zusammenleben zu fördern, insbesondere im unmittelbaren Erfahrungs- und Verantwortungsbereich des einzelnen Bürgers.

## Geschichte
Der Stifter Dierichs förderte insbesondere in Nordhessen Wissenschaft, Kunst und soziales Engagement und gehörte unter anderem zu den Wegbereitern der 1970 gegründeten Gesamthochschule Kassel. Mit der 1976 von ihm gegründeten Stiftung wollte er die Bürgerverantwortung fördern und beispielhaftes Engagement von Einzelpersonen oder Gruppen bekanntmachen, sein Motiv zur Gründung der Stiftung lautete: „Beispiele fördern und dadurch helfen, neue zu finden.“ Die Stiftung konzentrierte sich dabei vor allem auf das Nordhessen und Südniedersachsen umfassende Verbreitungsgebiet der HNA, die Dierichs zu einer der bedeutenden Regionalzeitungen in der Bundesrepublik ausgebaut hatte. Seit der Wiedervereinigung Deutschlands wurden von der Paul-Dierichs-Stiftung auch Initiativen und Projekte in den angrenzenden (neuen) Bundesländern Sachsen-Anhalt und Thüringen gefördert. Darüber hinaus stiftete Paul Dierichs der Stadt Bochum und den Staatlichen Museen Kassel antike und moderne Kunstgegenstände; so ermöglichte zum Beispiel seine Stiftung 1976 der Universität Bochum die Erweiterung ihrer Kunstsammlungen durch Ankäufe wichtiger Skulpturen der Kunst nach 1945 sowie antiker Bildnisse.
Nach dem Generationswechsel in der Leitung der Dierichs Mediengruppe übernahm Rainer Dierichs (1939–2007) auch die Verantwortung für die Stiftung. Rainer Dierichs setzte das Stiftungswerk seines Vaters als Mäzen fort und verband es mit „den Möglichkeiten einer Tageszeitung, den gesellschaftlichen Wert ehrenamtlichen Engagements einer großen Leserschaft zu vermitteln“.
Die Stiftung vergab den Paul-Dierichs-Preis und zeichnete damit jährlich mehrere Einzelpersonen oder Gruppen aus, die sich in eigener Initiative und uneigennützig für das Wohl ihrer Mitmenschen und der Gemeinschaft eingesetzt und das soziale, politische und kulturelle Leben bereichert hatten. Von 1976 bis 2001 wurden mehr als 300 Initiativen von Bürgerinnen und Bürgern im Verbreitungsgebiet der HNA für ihr vorbildliches Engagement ausgezeichnet.
Die Preisvergaben erfolgten durch ein von der Stiftung berufenes Kuratorium, dem unter anderem zeitweise die Schriftstellerin Christine Brückner angehörte. Die Geschäftsstelle der Stiftung befand sich im Pressehaus der HNA in Kassel, langjähriger (hauptamtlicher) Geschäftsführer war Wolfgang Mentzel (1927–2010).
Ehrengast bei der ersten Preisverleihung im Januar 1977 war der damalige hessische Ministerpräsident Holger Börner (SPD). Anlässlich der 10. Verleihung der Preise, die im September 1985 in Kassel stattfand, hielt die Politikerin Hildegard Hamm-Brücher (damals FDP) einen Festvortrag zum Thema „Unsere Demokratie mit Menschentum erfüllen“. Festredner bei der Auszeichnung der Preisträger im Jahr 2000 war der damalige hessische Ministerpräsident Roland Koch (CDU). Über die Verleihung der Preise und über die Preisträger wurde jeweils in Presseberichten und auf Sonderseiten in der HNA ausführlich berichtet. 
Anlass für die Einstellung der Stiftungstätigkeit war die im Jahr 2002 erfolgte Übernahme der Dierichs Mediengruppe durch die in München ansässige Ippen-Gruppe (u. a. Herausgeber des Münchner Merkur), wodurch die verlegerischen Aktivitäten der Familie Dierichs und die damit eng verbundene Beziehung der Stiftung zum Verlag Dierichs und zur HNA beendet wurden. Die Liquidation der Stiftung wurde 2003 vom Stiftungskuratorium beschlossen und im Jahr 2006 beendet.

## Paul-Dierichs-Preis
Der Paul-Dierichs-Preis war mit Preisgeldern von 5000 DM und höher dotiert, zusätzlich wurden mit 500 DM und höher dotierte Sonderpreise vergeben. So erhielten zum Beispiel folgende Preisträger als Anerkennung ihrer gemeinnützigen Arbeit jeweils ein Preisgeld in Höhe von 5000 DM: 1978 der Gründer der Kasseler Musiktage, Richard Baum, 1992 der Burgverein Hatzfeld und 1994 der Trägerverein der KZ-Gedenkstätte Moringen. Die Initiatorin des Projekts „Zahnärzte und Patienten helfen Kindern in Not“, Birgit Utech, erhielt 1999 ein Preisgeld in Höhe von 7500 DM.
Zu den Preisträgern gehören unter anderem:
- 2001: Verein „Together – Hilfe für Uganda e. V.“ des katholischen Gemeindeverbandes Katholische Kirche Kassel[14]
- 2000: Jugendsozialprojekt „Boxcamp Philippinenhof Kassel“ des Boxers und Streetworkers Lothar Kannenberg
- 1999: Renate Matthei, für ihr ehrenamtliches Engagement im Bereich „Kunst und Kultur“ in Kassel[15]
- 1999: Birgit Utecht als Initiatorin des Projekts „Zahnärzte und Patienten helfen Kindern in Not“, das Kinderhilfsprojekte mit Erlösen aus gesammeltem Zahngold unterstützt[13][16]
- 1998: Arbeitskreis Rückblende – Gegen das Vergessen e. V. in Volkmarsen („in Würdigung seiner Verdienste um die deutsch-jüdische Verständigung“)[17]
- 1998: Kasseler Tafel e. V., als Anerkennung für beispielhafte Arbeit für Bedürftige[18]
- 1996: Förderverein der Odenberg-Schule in Gudensberg[19]
- 1996: Produzentengalerie Kassel[20]
- 1995: Ditmar Goll, Initiator von Vereinigungen für musikalische Förderung in Northeim[21]
- 1995: Musikinitiative der Ganztagsschule Hegelsberg in Kassel[22]
- 1994: Förderverein „Heimat- und Bergbaumuseum Nentershausen“[23]
- 1994: Musiktheater „Dingo“ in Hofgeismar[24]
- 1994: Verein „Lagergemeinschaft und Gedenkstätte KZ Moringen e. V.“[12]
- 1993: Verein „Kammermusik der Wartburgstadt e. V.“ in Eisenach in Thüringen[25]
- 1992: „Verein für Burg - und Heimatgeschichte, Hatzfeld e. V.“ in Hatzfeld (Eder)[11]
- 1991: Kasseler Sinfonie Orchester[26]
- 1990: Verein „Werratalverein Zweigverein Brandenburg e. V.“ (für das Engagement des Zusammenschlusses eines ost- und westdeutschen Vereins zur Sanierung der Burgruine Brandenburg in Thüringen)[27]
- 1989: Christel Nies, gemeinsam mit Roswitha Aulenkamp
- 1986: Friedrich Ellermeier, für sein Engagement zur Erhaltung, Sanierung und Weiternutzung des nach ihm benannten Burgmannshofes in Hardegsen
- 1985: Schwälmer Trachtengruppe Seigertshausen[28]
- 1983: Arbeitsgemeinschaft ehemaliger Gerhart-Hauptmann-Schüler-Kassel, für die Erarbeitung und Herausgabe der Dokumentation „Schule im Dritten Reich – Erziehung zum Tod?“ (erschienen beim dtv im Mai 1983)[29]
- 1978: Richard Baum, Gründer der Kasseler Musiktage[30]
- 1977: Antje Siebrecht als Initiatorin, gemeinsam mit Andreas Mäckler und weiteren Mitschülern, für ein Gemeinschaftsprojekt während der Kunstausstellung documenta 6[6][31]
- Weitere Preisträger sind (Verleihungsjahr nicht bekannt): Hedwig Grimm, Jo Dreiseitel